# Cyclosorus gretheri
Cyclosorus gretheri är en kärrbräkenväxtart som först beskrevs av Warren Herbert Wagner, och fick sitt nu gällande namn av David H. Lorence. Cyclosorus gretheri ingår i släktet Cyclosorus och familjen Thelypteridaceae. Inga underarter finns listade.